# David van Nunen
David van Nunen, född 17 juli 1995, är en nederländsk fäktare som tävlar i värja.

## Karriär
Vid EM 2025 i Genua tog van Nunen silver tillsammans med Rafaël Tulen, Tristan Tulen och Konrad Veenenbos i lagtävlingen i värja efter en finalförlust mot Frankrike.